# ماساو سوگیموتو
ماساو سوگیموتو (انگلیسی: Masao Sugimoto؛ زادهٔ ۲۶ ژوئن ۱۹۶۷) بازیکن فوتبال اهل ژاپن است.
از باشگاه‌هایی که در آن بازی کرده‌است می‌توان به باشگاه فوتبال شیمیزو اس-پالس و باشگاه فوتبال جوبیلو ایواتا اشاره کرد.